# 채희재
채희재(1981년 6월 5일 ~ )는 대한민국의 배우이다.

## 학력
- 서경대학교 학사
- 중앙대학교 예술대학원

## 출연 작품

### 영화
- 《럭키》 (2016년) - 부하 1 역
- 《아부의 왕》 (2012년) - 민수 역
- 《체포왕》 (2011년) - 인턴 역
- 《아이들...》 (2011년) - 최 기사 역
- 《심야의 FM》 (2010년) - 채 형사 역
- 《대한이, 민국씨》 (2008년) - 관원 1 역
- 《싸움》 (2007년) - 커피숍 구타남 역
- 《질투는 나의 힘》 (2003년) - 교감 선생님 역

### 드라마
- 《끝없는 사랑》 (2014년, SBS) - 용범 역
- 《후유증》 (2014년, 웹드라마) - 희경삼촌 역
- 《계백》 (2011년, MBC) - 초랭이 역
- 《웃어요, 엄마》 (2010년, SBS)

## 수상
- 2006년 제5회 김천전국가족연극제 대상